# SCSI
SCSI (Small Computer System Interface) skup je standarda za priključivanje perifernih jedinica na računalni sustav te za prijenos podataka između računala i perifernih uređaja. SCSI se obično koristi za optičke jedinice i tvrde diskove, no i za druge periferne jedinice kao na primjer skenere.
Standard SCSI definira naredbe, protokole, električna, optička i logička sučelja. 
U terminologiji SCSI , komunikacija se odvija između inicijatora (initiator) i cilja (target). Inicijator šalje naredbu odredištu (engleski: target), koja zatim odgovara. Naredbe SCSI šalju se u bloku deskriptora naredbi (CDB). CDB se sastoji od jednobajtnog koda operacije nakon kojeg slijedi pet ili više bajtova koji sadrže parametre specifične za naredbu.
SCSI je dostupan u raznim sučeljima. Prvi je bio paralelni SCSI (koji se naziva i SCSI paralelno sučelje ili SPI), koji koristi dizajn paralelne sabirnice. Od 2005. SPI je postupno zamijenjen sustavom Serial Attached SCSI (SAS), koji koristi serijski dizajn, ali zadržava druge aspekte tehnologije.
SCSI implementira naredbeni protokol SCSI; koji se koristi i u protokolu iSCSI, koji koristi protokol TCP/IP za prijenos naredbi SCSI  preko (Ethernet) mreže.